# 極限冠軍摔角
極限冠軍摔角（英語：Extreme Championship Wrestling，簡稱ECW）是美國的摔角聯盟之一，成立於1992年，現已被世界摔角娛樂（WWE）收購並納入旗下，創辦人為保塔德·高登（Tod Gordon），解散前，負責人為保羅·黑門（Paul Heyman）。

## 簡介
初創立時稱為東部冠軍摔角（英語：Eastern Championship Wrestling），成立一年後便改名，但簡稱不變。
極限冠軍摔角主要特色是以呈現真實的摔角比賽過程，允許摔角選手使用各式各樣的招式與武器攻擊，在無規則的情況下盡情展現，比賽過程常有搏命演出的舉動，或者想盡各種辦法使對手投降，使比賽情緒沸騰，達到感官上的刺激，這類的比賽內容被認為是硬核摔角（Hardcore wrestling），在美國擁有一定的收視群與支持者。
然而極限冠軍摔角的比賽方式畢竟無法得到大眾所接受，加上到後期由於經營上的錯誤，開始出現財務危機，2001年4月便正式解散，並與世界冠軍摔角（World Championship Wrestling，簡稱WCW）一起被世界摔角娛樂所收購，2003年起，世界摔角娛樂將極限冠軍摔角重新組織成為旗下品牌WWE ECW，並與WWE Raw和SmackDown一同列入每週例行節目當中，除原極限冠軍摔角為班底的選手以外，不時穿插世界摔角娛樂的選手跨台演出，目前極限冠軍摔角在世界摔角娛樂的主導下，不再有當年過於殘酷的比賽景象，終於2010年底結束此節目，改成了WWE NXT，節目類型也轉變成了訓練新人為主。

## 冠軍頭銜

### 極限冠軍摔角時代
- ECW世界重量級冠軍（ECW World Heavyweight Championship）
- ECW世界雙打冠軍（ECW World Tag Team Championship）
- ECW世界電視冠軍（ECW World Television Championship）

### 世界摔角娛樂時代
- ECW冠軍（ECW Championship）